# Clyde (flygplats)
Clyde är en flygplats i Kanada. Den ligger i den nordöstra delen av landet, 2 800 km norr om huvudstaden Ottawa. Clyde ligger 26 meter över havet.
Terrängen runt Clyde är platt åt nordost, men åt sydväst är den kuperad. En vik av havet är nära Clyde åt sydväst. Runt Clyde är det glesbefolkat, med 9 invånare per kvadratkilometer.. Närmaste större samhälle är Clyde River, 3,4 km sydväst om Clyde.
Trakten runt Clyde består i huvudsak av gräsmarker.